# ラミエル
ラミエル（レミエル、ラムエル、ラメエル、Ramiel）は、天使の1体。その名は「神の雷霆」「慈悲の意」を意味する。
幻視を支配する存在であり、その力で地上の人間に神からのメッセージ（黙示）を伝えるとされている。
『エノク書1』6:9にはヘルモン山に集まって人間の女性と交わることを誓った200人の堕天使の頭の1体として「ラメエル」および「ラムエル」の2つの名前が出る。
また、七大天使の指示を伝える責任者、見張り番（エグリゴリ）の一員でもあり栄光の天使（三人のうち一人）でもある。